# لويس كالديرون فيغا
لويس كالديرون فيغا (بالإسبانية: Luis Calderón)‏ هو كاتب ومؤلف وسياسي مكسيكي، ولد في 1 فبراير 1911 في موريليا في المكسيك، وتوفي في 7 ديسمبر 1989. حزبياً، نشط في حزب العمل الوطني. وقد انتخب عضو مجلس النواب المكسيك.